# Neuötting
Neuötting là một đô thị thuộc huyện Altötting bang Bayern nước Đức